# Опера в России
Опера в России — театрально-музыкальный жанр, появившийся в России в первой половине XVIII века как заимствование итальянской, французской и немецкой практики публичных представлений и получивший развитие в национальной культуре драматургии, музыки и вокала. В российском театре жанр представлен национальной оперой и оперой зарубежных авторов.

## Опера XVIII века
Опера в России появилась в XVIII столетии во времена царствования российской императрицы Анны Иоанновны. Первое представление оперы «Сила любви и ненависти» в исполнении итальянской труппы состоялось 29 января 1736 года в Санкт-Петербурге при дворе императрицы. Автор музыки — Франческо Арайя, перевод либретто на русский язык — В. К. Тредиаковский.
Позднее при дворе появилась и французская труппа. С середины XVIII столетия опера становится популярной и в России создаются частные оперы. Нередко в одном городе было несколько опер: итальянская, русская, немецкая. При императрицах Анне Иоанновне, Елизавете Петровне, Екатерине II в операх принимали участие певчие Придворной певческой капеллы, до этого исполнявшие только духовные песнопения.
Первая опера на оригинальный русский текст поэта А. П. Сумарокова — «Цефал и Прокрис» — была поставлена на сцене в Санкт-Петербурге 27 февраля 1755 года (музыка — Франческо Арайя). В оперных спектаклях при дворе в качестве солистов и актёров выступали также молодые русские музыканты, как, например, будущие известные композиторы Максим Березовский и Дмитрий Бортнянский. Нередко вместе с профессионалами на сцены исполняли арии именитые придворные, которых называли «дилетантами». Из недр комической оперы в России позднее появились комический театр и водевиль.
Наиболее подробные сведения о начале оперы в России в XVIII веке оставил в своих записках академик Якоб фон Штелин в труде «Известия о музыке в России».

## Опера начала XIX века
Крупнейшие оперные композиторы:
- А. Н. Верстовский
- К. А. Кавос
- А. А. Алябьев

## Опера от Глинки до второго десятилетия XX века
Крупнейшие оперные композиторы:
- М. И. Глинка
- А. С. Даргомыжский
- А. Г. Рубинштейн
- А. Н. Серов
- А. П. Бородин
- М. П. Мусоргский
- Ц. А. Кюи
- Н. А. Римский-Корсаков
- Э. Ф. Направник
- П. И. Чайковский
- А. С. Аренский
- С. И. Танеев
- М. М. Ипполитов-Иванов
- В. И. Ребиков
- А. Т. Гречанинов
- С. В. Рахманинов
- И. Ф. Стравинский

## Творчество композиторов-эмигрантов (1920—1940-е годы)
Крупнейшие авторы:
- И. Ф. Стравинский
- С. С. Прокофьев
- Н. Н. Черепнин
- А. Н. Черепнин
- А. Т. Гречанинов

## Опера советского времени
Крупнейшие оперные композиторы:
- С. С. Прокофьев
- В. Я. Шебалин
- Ю. А. Шапорин
- Т. Н. Хренников
- И. И. Дзержинский
- А. В. Мосолов
- Д. Д. Шостакович
- М. С. Вайнберг
- В. И. Флейшман
- Д. Б. Кабалевский
- Р. К. Щедрин
- А. Г. Шнитке
- С. М. Слонимский
- А. Н. Холминов
- Б. И. Тищенко
- Н. Н. Каретников
- Н. Н. Сидельников
- Г. С. Фрид
- А. П. Петров
- А. А. Кнайфель
- Ю. М. Буцко
- Э. В. Денисов
- А. В. Чайковский

Новатором в области жанра был Д. Д. Шостакович. Его опера «Нос» по повести Н. В. Гоголя имела гротескный характер.
В 1930—1932 годах Шостакович написал оперу «Леди Макбет Мценского уезда» по одноимённой повести Н. С. Лескова. В 1934 году опера была поставлена в Ленинграде и с успехом шла на сцене полтора сезона, но была снята с репертуара после публикации разгромной статьи «Сумбур вместо музыки» в газете «Правда» от 28 января 1936 года.
Позднее С. С. Прокофьев создал оперы «Семен Котко» (1940), «Война и мир», «Обручение в монастыре» (1946), «Повесть о настоящем человеке».
Ни один из дальнейших оперных замыслов композитора не был осуществлён в полной мере.
В октябре 1935 года в Ленинградском Малом оперном театре была поставлена опера Ивана Дзержинского «Тихий Дон» (по роману М. Шолохова), которая вскоре вошла в репертуар музыкальных театров страны. В 1937 году Дзержинский написал оперу «Поднятая целина» (вторая часть — «Григорий Мелехов» написана композитором в 1967 году), а в 1939 году — оперу «Волочаевские дни».
В 1939 году Т. Хренников написал оперу «В бурю» (2-я редакция — 1952), в которой композитор впервые вывел в опере образ Владимира Ленина.
В 1941—1942 годы были поставлены две героико-исторические оперы — «Суворов» С. Василенко и «Емельян Пугачев» М. Коваля.
В 1943 году Ленинградский малый оперный театр в городе Чкалове, а затем театр имени Станиславского в Москве осуществили постановку оперы И. И. Дзержинского «Надежда Светлова», посвящённой обороне Ленинграда.
Ученик Д. Д. Шостаковича В. И. Флейшман в 1939—1941 годах пишет оперу «Скрипка Ротшильда», высоко оценённую его учителем. После гибели композитора на фронте опера была закончена Д. Д. Шостаковичем (поставлена лишь в 1968 году).
Постановление «Об опере „Великая дружба“» привело к относительному упрощению языка большинства оперных произведений того времени.
Среди значительных образцов советской оперы 1940-х — 1950-х годов, поставленных на сцене, — «Повесть о настоящем человеке» (1948) С. С. Прокофьева, «Фрол Скобеев» Т. Н. Хренникова (1950), «Укрощение строптивой» (1957) В. Я. Шебалина.
Некоторые оперные партитуры советского времени по тем или иным причинам не были поставлены. В их числе — опера М. С. Вайнберга «Пассажирка».
Большое значение для развития современной оперы (преимущественно камерной) имела деятельность московского Камерного театра под руководством Б. А. Покровского (постановки опер А. В. Чайковского, К. А. Молчанова, А. Н. Холминова, Г. С. Седельникова, Л. А. Десятникова, В. А. Кобекина, М. С. Вайнберга). Развивается жанр монооперы (произведения Ю. М. Буцко, Г. С. Фрида, М. Л. Таривердиева).
Под влиянием западных образцов в Советском Союзе сложился жанр рок-оперы (А. Б. Журбин, В. И. Мартынов, А. Л. Рыбников).

## Опера конца XX — начала XXI веков
После распада Советского Союза в первой половине 1990-х годов современная опера на некоторое время почти исчезает из репертуаров российских театров. Вместе с тем, после открытия «железного занавеса» некоторые российские композиторы получают возможность ставить оперы за рубежом. Так, в Европе и США проходят премьеры опер Р. К. Щедрина, А. Г. Шнитке, В. Г. Тарнопольского, В. И. Мартынова.
С конца 1990-х годов за постановку современных опер берутся многие известные театры России — Мариинский, Большой, Пермский, Самарский. Резонанс в прессе и интерес у российской публики вызывают оперы С. М. Слонимского, Р. К. Щедрина, Л. А. Десятникова, В. А. Кобекина, А. В. Чайковского.
Новую музыкальную форму предлагает Р. К. Щедрин в сочинении «Очарованный странник», которая имеет подзаголовок «опера для концертного исполнения» и в жанровом отношении близка к кантате и оратории.